# Pasteur d'Aubenas de Serrats
Pasteur d’Aubenas de Serrats (né  en royaume de France et mort à Avignon le 11 octobre 1356 est un cardinal français du XIVe siècle. Il est  membre de l'ordre des franciscains.

## Biographie

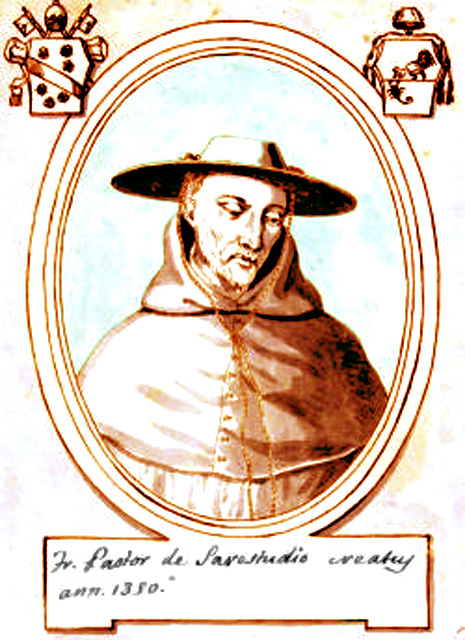
Cardinal Pasteur d’Aubenas de Serrats

Pasteur d’Aubenas de Serrats est provincial de l'ordre des franciscains en Provence. Sur demande du pape Benoît XII, il écrit les constitutions Benedictus Deus (1336-1337) et la bulle Redemptor noster (1336) avec de nouveaux statuts des franciscains, contre le gré de la majorité de ses membres. En 1337 il est élu évêque d'Assisi  et est promu archevêque d'Embrun en 1339. Il est légat apostolique auprès du roi de France et chargé de rétablir des relations pacifiques avec l'Angleterre.
Pasteur d'Aubenas est créé cardinal par le pape Clément VI lors du consistoire du 17 décembre 1350. Le cardinal d'Aubenas participe au conclave de 1352, au cours duquel Innocent VI est élu.